# Eteläinen suurpiiri
Eteläinen suurpiiri (en suédois : Sydöstra stordistriktet, en français : Superdistrict Sud) est le superdistrict numéro 1 du Sud d'Helsinki, la capitale de la Finlande. 
Sa population est de 97313 habitants et sa superficie de 17,73 km2.